# Saint-Paulet-de-Caisson
Saint-Paulet-de-Caisson este o comună în departamentul Gard din sudul Franței. În 2009 avea o populație de 1.776 de locuitori.

## Evoluția populației
| An        | 1975 | 1982  | 1990  | 1999  | 2006  | 2009  |
| --------- | ---- | ----- | ----- | ----- | ----- | ----- |
| Populație | 944  | 1.141 | 1.431 | 1.602 | 1.771 | 1.776 |